# Asterorhombus
Asterorhombus là một chi cá bơn trong họ Bothidae thuộc bộ cá thân bẹt Pleuronectiformes, chúng là loài bản địa của vùng biển Ấn Độ Dương và Thái Bình Dương. Chúng có kích thước nhỏ với cá thể lớn nhất đạt chiều dài 20 cm (7,9 in)

## Các loài
Hiện hành có 03 loài được ghi nhận trong chi này:
- Asterorhombus cocosensis (Bleeker, 1855) (Cocos Island flounder)
- Asterorhombus filifer Hensley & J. E. Randall, 2003
- Asterorhombus intermedius (Bleeker, 1865) (Intermediate flounder)